# LINDBERGH
LINDBERGH（リンドバーグ）は、セガが2005年9月に次世代業務用汎用CG基板として発表したアーケードゲーム用のシステム基板である。

## 概要
アーキテクチャはPCベースで構成されており、アプリケーションはDVDで供給される。独自のセキュリティ機能で、ゲームソフトの不正なコピーを防止することが出来る。オペレーティングシステムには後期のBLUEはWindows XP Embeddedだが、それ以外はLinuxを採用しており、電源投入後に一瞬ではあるがコンソール画面が表示される。ゲームマニュアルにはライセンス及び公開が義務付けられた一部ソースコードを入手するためのURLなどが記載されている。
新たな運営方法としてオペレーターに対して従量課金も行えるようになった（後述の課金システムP-ras）、該当タイトルはオフライン時にもプレイ数を記録するセキュリティボードが搭載されている。その場合は基板はセガ所有扱いとなり修理は無償であるものの、不正防止のために基板は封印シールで分解禁止となり、オペレーター側で内部清掃が行えないという事情もトラブルが多い印象の一因となっていたと推測される。
部品調達難に伴い、『レッツ ゴー ジャングル!』と使用基板がRINGに変更されてからも同一筐体を使用していた『頭文字D ARCADE STAGE』（4〜5）以外の全タイトルの修理サポートは、2017年3月31日を以って、『レッツ ゴー ジャングル!』の修理サポートも2018年2月28日を以ってそれぞれ終了した。LINDBERGHキャビネットの修理サポート自体も、2019年2月28日を以って修理サポートを終了した。そして『頭文字D ARCADE STAGE』（4〜5）の修理サポートも2020年2月28日を以って終了した。『WORLD CLUB Champion Football Intercontinental Clubs 2006-2007』の修理サポートも2021年2月26日を以って修理サポートが終了した。2021年2月27日以降は全てのLINDBERGH使用タイトルの修理サポートは受けられなくなった。

## 基板スペック
CPUHTテクノロジ対応 インテル Pentium 4プロセッサ 3.0GHz
GPUNVIDIA製 256bit幅 GDDR3 VRAM256MB搭載 AGP接続
Vertex & Pixel Shader 3.0、2画面同時出力も可能。実機のヒートシンク形状、部品構成はGeForce6800Ultraと同じ。
サウンド3Dオーディオシンセサイザーチップ搭載。最大64音、5.1chサラウンド出力対応
入出力アナログ・デジタル2ポート
S/PDIF（光出力）・RCA端子
オンボードLAN
業務用ゲーム入出力 JVS I/Oコネクタ
シリアル2ch
USB 2.0×4ポート（JVSとの混乱を避けるため、後付けタイプのmini USB-Aコネクタを採用）

## バリエーション
バリエーションとして、ロースペックモデルのLINDBERGH REDとその上位モデルのLINDBERGH RED EX、OSがWindows XP Embeddedに変更されたLINDBERGH BLUEが存在する。また、これらのバリエーションと無印版を区別するため、無印版をLINDBERGH（YELLOW）と呼ぶ場合もある。これらの詳細なスペックの差異は明らかにされていないが、REDはCPUがCeleron、グラフィックカードGeforce6800から7600GSに、BLUEはグラフィックカードがGeforce6800から7800GSに変更されていると言われている。また、YELLOW自体も途中からGeforce6800からGeforce7800GSに変更されていると言われている。

## 不具合
他社の同様のPCベースの基板と比べると、電源は外付け、電源配線数の追加、吸気と排気を発泡スチロール製の仕切りで分けるなどのエアフロー対策、特殊I/Oに対応など業務用ゲーム向けの特徴が際だっている。しかし従来のNAOMI基板と比較すると動作が不安定になる弊害が頻繁に発生（電源周りの電圧低下、ノイズの影響の受けやすさ、当時としては超高発熱のCPUを搭載していたこと、環境次第では熱暴走を引き起こしやすく、グラフィックが安定しなくなるなど）。
また専用電源もファン固着問題が多発し、トラブルの大きな要因となった。発売から数年後にセガは問題を認め、対策品への無償交換及び、それまで支払った修理料金の返金が行われている。
また、NVIDIA製ビデオチップのロット不良の影響を受けており、『頭文字D ARCADE STAGE 4』、『セガネットワークカジノクラブ』、『三国志大戦 ver2.1 若き獅子の鼓動』などいくつかのタイトルではビデオカードの無償交換、修理料金の返金が行われている。

## 後継汎用基板
2009年2月には、LINDBERGH同様にPCベースのアーキテクチャを採用した汎用基板「RING」シリーズが発表。性能向上とコストダウンを図り、LINDBERGHの後継と位置付けられている。RINGEDGEとRINGEDGE2では内蔵電源に変更されている。

## 対応ゲーム
LINDBERGH対応の第1弾タイトルとしてガンシューティングゲームの『ザ・ハウス・オブ・ザ・デッド 4』を発表。2005年12月から稼働している。さらにいくつかのタイトルがLINDBERGH対応として発表されている（対応ゲーム参照）。LINDBERGH基板最終作は、2010年発売のメダルゲーム『アミNo.3』（アミノサン）である。一方基板の発表と同時にラインナップとして挙げられていたタイトルのうち、『PSY-PHI』（サイファイ）は稼働を目前にして発売中止が発表された。
★印のついたゲームは、課金システムP-rasに対応したタイトル。1プレイごとに数十円がセガの取り分となるため値下げが難しい代わりに、売上向上の為のマイナーバージョンアップやイベント用の宣材も無償で提供される。ゲーム基板のみセガ所有物扱いで、オフライン稼動や転売は禁止となっている。
2015年3月をもって、オンライン稼働終了となると同時に、課金システムP-rasの対象外となり、オフライン稼働ができるようになった。

### リリース作品
LINDBERGH
- ザ・ハウス・オブ・ザ・デッド 4 （2005年12月）
- パワースマッシュ3 （2006年4月）
- アミー漁（あみーぎょ）（メダルゲーム、2006年4月）
- バーチャファイター5（2006年7月）★
- アフターバーナー クライマックス（2006年10月）
- Let's Go JUNGLE!（レッツ ゴー ジャングル!、2006年12月）
- アウトラン2 SDX（2006年12月）
- 三国志大戦シリーズ（初代、ver2.1 若き獅子の鼓動より、2007年1月） - 2015年1月をもってオンライン稼働が終了。
- 頭文字D ARCADE STAGE 4（2007年2月）
- セガネットワークカジノクラブ（メダルゲーム、2007年02月） - 2016年3月をもってオンライン稼働が終了。
- toアミー漁（とあみーぎょ）（2007年）
- SEGA-RaceTV（2008年2月）
- R-TUNED：Ultimate Street Racing（2008年12月）
- 頭文字D ARCADE STAGE 5（2009年2月）
- アミNo.3（あみのさん、2010年） - 2015年3月をもってオンライン稼働が終了。

LINDBERGH RED
- 2SPICY（2007年4月）
- ネットワーク対戦クイズ Answer×Answer（2007年7月）★
- クラブ マジェスティ（メダルゲーム、2007年7月）
- セガネットワーク対戦麻雀MJ4（2008年2月）
- RAMBO（2008年9月）
- ネットワーク対戦クイズ Answer×Answer2（2008年12月）★
- 愛されるより愛シタイ 〜THE HOUSE OF THE DEAD EX〜（2008年12月）
- ネットワーク対戦クイズ Answer×Answer Live!（2010年7月）★ 2015年1月をもってオンライン稼働が終了。

LINDBERGH BLUE
- DERBY OWNERS CLUB 2008 feel the rush（2008年3月）2014年12月をもってオンライン稼働が終了。
- WORLD CLUB Champion Football Intercontinental Clubs 2006-2007（2008年6月）

その他
- スターホース2 - 基板はほとんど同一のパーツを使用しているが、ケースにロゴシールが無く起動ロゴが出ないことから互換基板ではなく専用基板扱い。用途別に最小構成となっており、JVSボード、サウンドボードの有無、オペレーティングシステム（OS）もサウンド用にのみLinuxではなくMicrosoft Windowsを使用し、ハードディスクドライブ（HDD）がコンパクトフラッシュ（CF）やソリッドステートドライブ（SSD）に変更されているなどの違いがある。『スターホース2』以外のソフトのインストールは不可能。

### 発売中止
- PSY-PHI - ギリシア文字で「ΨΦ」と書いて読みは「サイファイ」。タッチパネルのみで操作する対戦格闘ゲーム。鈴木裕監修。2006年春稼働予定とされていたが、ロケーションテスト時にタッチパネル上で頻繁に高速で指をなぞり続けることで火傷による指の怪我が多発。PL法に抵触することが発覚し、発売中止が発表される（2006年3月下旬）[23]。